# Bruno Carmeni

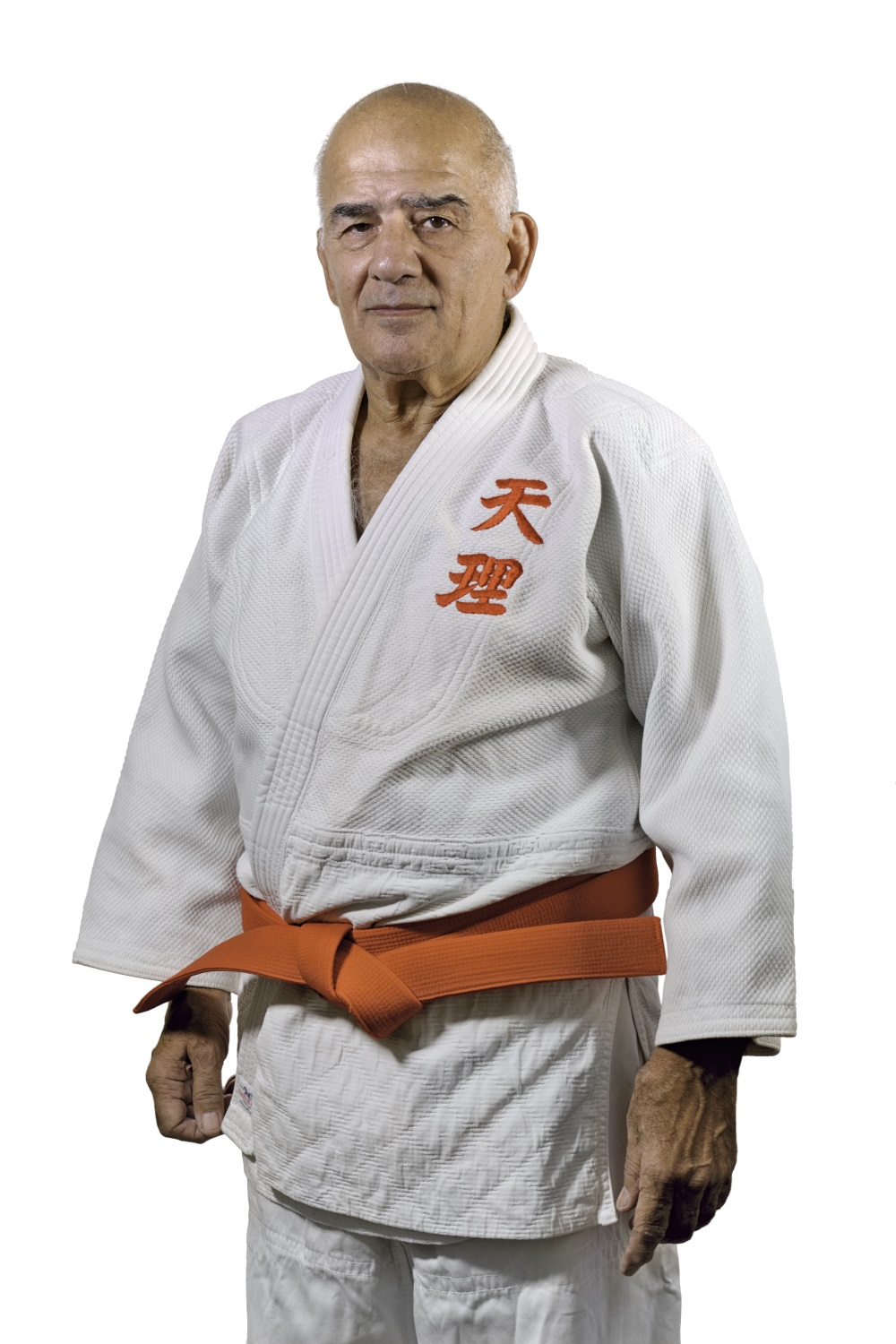
Bruno Carmeni 9º Dan

Bruno Carmeni (Beirut, 29 dicembre 1940) è un judoka italiano, primo italiano in questa disciplina a partecipare alle olimpiadi.

## Biografia
Nato in Libano da genitori italiani. All'età di quindici anni (1955) degli amici gli proposero di iniziare la pratica del judo. Iniziò la pratica presso la Fiamma Yamato in via Corvieri a Roma, con cui fu tesserato fino al 1966. Ebbe diversi maestri tra i quali si ricordano Vittorio Porceddu, Elio Paci, Vinicio Volpi e infine Noritomo Ken Otani. Quest'ultimo insegnante lo introduce ad una forma di judo più vicina a quella originale giapponese. La capacità di questo insegnante giapponese gli apre la strada per comprendere il termine Dō, la via che gli permette di raggiungere vari traguardi.
Nel 1960 già si mette in luce conquistando la medaglia d'argento ai campionati italiani per cinture blu e marrone; questo gli apre le porte delle selezioni per la nazionale. Nello stesso anno consegue il 1º dan (cintura nera). Si afferma in molti trofei nazionali e regionali, e viene osservato dal Direttore Tecnico Federale che lo convoca in molti raduni della nazionale. Nel 1961 si arruola come volontario presso il Centro Sportivo Fiamme Oro (Polizia di Stato) ed è inviato al Centro Sportivo di Nettuno, fino al 1962. Qui la sua tecnica viene ulteriormente affinata, sempre dal maestro Otani, e questo gli permette di vincere il primo titolo italiano nei kg. 68 a Perugia. Nel pomeriggio della stessa giornata e sede di gara conquista la medaglia d'argento nella categoria assoluti, cioè senza distinzione di peso corporeo. Seguono altri sei titoli nazionali.
Veste per 21 volte la maglia azzurra e partecipa a 8 Campionati Europei. Nel 1963 vince la medaglia d'argento agli Europei di Ginevra (Svizzera) diventando il primo peso leggero nella storia del judo italiano a raggiungere questo traguardo.
Il CONI lo inserisce nell'elenco dei "Probabili Olimpici" per le Olimpiadi di Tokyo 1964. Partecipa così a questa prima apparizione del judo ai Giochi Olimpici, insieme a Nicola Tempesta (unici italiani a prendere parte alle gare di judo). Terminate le gare viene inserito nella formazione "Resto del Mondo" che effettua una tournée contro formazioni "Giapponesi". Gareggia a Tokyo, Tenri, Nagoya, Yokohama, Fukuoka (in quest'ultima città si classifica al primo posto). Su interessamento del maestro Ken Otani gli viene offerta una borsa di studio per frequentare l'università di Tenri (Nara). Rimane in Giappone per due anni studiando la lingua giapponese (di cui consegue il diploma) ed il judo. Nel periodo orientale ha avuto maestri di massimo spicco tra cui si ricordano Ken Noritomo Otani (9º dan), Kotani (10º dan), Ebii (9º dan), Matsumoto (9º dan), Daigo (9º dan), Osawa (8º dan) e Hashimoto (8º dan).
Rientra in Italia nel 1966 dove vince altri titoli nazionali e diverse medaglie d'argento e di bronzo; in totale partecipa a 44 campionati nazionali.
Lascia l'agonismo nel 1970 e diviene inizialmente allenatore della Nazionale Juniores, quindi della Nazionale Seniores, della Nazionale Universitaria e per ultimo allenatore della Nazionale della Federazione Ciechi Sportivi (FICS), nel tempo denominata Federazione Italiana Sport Disabili (FISD) della quale riveste anche l'incarico di Direttore Tecnico Nazionale settore Judo. Nel 1971 viene fondata l'Accademia Nazionale Italiana Judo di cui è il primo docente. Viene eletto nel Consiglio dell'Ordine degli Insegnanti Tecnici della Federazione e successivamente fa parte di diverse Commissioni Tecniche Nazionali per provvedere alla stesura dei programmi tecnici di avanzamento di grado e qualifica, nonché alla stesura di programmi d'insegnamento.
Nel 1987 è nominato Presidente del Settore Judo nell'ambito dell'International Blind Sport Association (IBSA), incarico che gli viene confermato per cinque quadrienni Olimpici. Diviene anche membro del Comitato Paralimpico Internazionale. Gira il mondo per tenere delle conferenze, corsi di aggiornamento tecnico e pedagogico. Tiene contatti con la Federazione Internazionale Judo e con le Unioni Continentali Judo nell'ambito delle quali perora la causa dei privi della vista e ne tutela l'immagine al motto de "la disabilità come massima abilità".
È tecnico delegato alle Paralimpiadi di Seoul (1988), Barcellona (1992), Atlanta (1996), Sidney (2000), Atene (2004) e Pechino (2008). È dirigente a 11 campionati mondiali, 13 europei, a due giochi asiatici.
Scrive molti testi tecnici che trattano della pedagogia d'insegnamento ai bambini, programma di avanzamento di grado, la pedagogia e psicologia del judo, la cultura del judo, dei kata, i disabili sensoriali e la loro integrazione tramite la pratica di questa disciplina. I suoi testi sono tradotti in inglese e italiano e citati in tutto il mondo.
Nel 2007 viene nominato consulente tecnico della Nazionale cinese non vedenti di judo alle Olimpiadi di Beijing 2008.
Ai campionati mondiali per veterani tenutisi a San Paolo (Brasile) nel mese di giugno 2007 ha conquistato due medaglie d'argento (di categoria e open).
Svolge la sua opera di insegnante e direttore sportivo dell'AS Dilettantistica Judo Conegliano, in provincia di Treviso. Dal 2009 è presidente della Commissione tecnica nazionale judo del Centro Nazionale Sportivo Fiamma, che lascia nel 2015 per aderire al Centro Sportivo Libertas.
Nel 2018 il presidente della FIJLKAM gli conferisce il 9º dan, uno dei massimi riconoscimenti sia nazionali che internazionali. Inoltre viene premiato dall'Associazione Polizia Nazionale sezione di Treviso e dal CONCILIO DE MAESTROS DE LAS ARTES MARCIALES a Cartegena Spagna.

## Riconoscimenti
Riceve molti riconoscimenti italiani ed internazionali tra cui spiccano: cavaliere dell'Ordine al merito della Repubblica italiana, stella al merito sportivo del CONI, stella d'oro del Comitato Olimpico della Federazione Russa (primo straniero a ricevere tale riconoscimento), ambasciatore del judo USA (primo straniero a ricevere tale riconoscimento), riconoscimenti dai comitati olimpici algerino, cinese e libico, riceve il "Premio cultura e sport International Lions Club, medaglia di bronzo della Federazione Internazionale Judo e medaglia d'onore della Federazione Nazionale Judo (FIJLKAM). Arbitro internazionale e benemerito, maestro benemerito. Riceve una mozione speciale dall'università degli sport da combattimento coreana, Yong In University. 
In riconoscimento dell'eccezionale capacità di addestramento svolta a favore dei membri della Polizia americana, viene nominato membro d'onore della Polizia del New Jersey (USA).